# 虔敬主义
虔敬主义（英語：Pietism）是存在于17世纪晚期—18世纪中期，主张改革路德宗的思想。虔敬主义主张教徒应该过虔敬的生活，也影響了包括新教的其他宗派，如圣公会。

## 起始
敬虔主義的主要中心人物為菲利普·雅各·施本爾，施本爾於1635年生於阿尔萨斯，他是受到英格蘭清教徒的影響以及神秘主義者約翰·阿恩特的作品，尤其是貝雷的名著《敬虔之實踐》影響最深，而醞釀了他開始在德意志推行敬虔運動。在斯特拉斯堡牧會三年後，即1666年，約31歲的他成為德意志法蘭克福路德會的牧師，他對於初到該城市令他有些震驚，他看見教會的景況及信徒的屬靈生命需要改變，他認為恢復馬丁·路德的主張需要透過讀經、禱告與查經來造就基督徒活潑的靈命。
1670年，菲利普·雅各·施本爾開始先聚集一小群信徒在他家中讀經、祈禱及查經，每星期兩次聚集，彼此鼓勵追求活潑的屬靈生命，他稱這小組聚會為敬虔團契，又稱敬虔者的聚會，敬虔主義就此得名。
施本爾在四十歲時也就是1675年，出版了一本名為《敬虔願望》（Pia Desideria），是為約翰·阿恩特的佈道詞撰寫引言，當中提出幾項建議：其中有建立聖經學習小組使信徒能在屬靈上成長；講道要簡單；信徒的生活力求節飲、節食、儉樸。到了1686年他成為德意志德勒斯登宮廷牧道者。

## 發展與興盛
富朗開時期使得德意志敬虔運動開始興盛與發展，原本他是萊普西大學的年輕教師，與三五好友組成「愛經團」，成員皆是大學教師，因為他熱忱的追求，有一次正預習著「但記這些事要叫你們信耶穌是基督，是神的兒子，並且叫你們信了他，就可以因他的名得生命。」時，突然經歷了奇妙的經驗，這樣的經驗使得他明白他經歷了重生的經驗，他知道自己得救了，這是一種從上帝來的新生。於是之後富朗開前往哈雷附近的格勞查（Glauchau）小鎮牧會，倡導信徒社會服務的活動、建立孤兒院及學校（1696年）、一所拉丁語學校、一家醫院、及一所聖經之家，種種社會服務活動在哈雷此城建立，透過他的能力組織並出任哈雷大學的教授。在他長達三十年的影響之下，哈雷大學（1694年）成了敬虔運動的中心。
哈雷敬虔運動另一個令人矚目的特點，就是其海外宣教的熱忱。1705年丹麥國王徵召到印度開展的傳教士中，就有兩位哈雷的學生。十八世紀期間，哈雷及其教育機關更是差出了不下六十名的海外宣教士；其中最有名的是士瓦次（Schwwartz），畢生於印度傳道，直到逝世。而在教會歷史方面，敬虔主義也有其貢獻。一位激烈敬虔派信徒亞爾諾德（Gottfried Arnold）於1699年發表了《中立的教會與異端史觀》，認為我們不能因當代潮流而判定異端，必須深入其思想。

## 轉變
新生鐸夫出生在德意志西部的德勒斯登，自小喪父，因此由祖母扶養長大，而他的祖母也崇尚敬虔派，他的父親與施本爾是好友。1710年也就是他十歲之時，他被送至哈雷市由富朗開所開設的兒童教養院中，在那裡受到敬虔派的方式教育薰陶，在就學時期發展出領袖的魅力，與同學成立了「芥菜種會」，目的是注重個人內在敬虔生活及外在世界的宣道工作。
1716年因為家人的關係期望他能為國家社會多盡一分力，遂送他至威登堡就讀法律，於1719年完成學業。然而敬虔派信仰是他所寄予的信仰生活，也基於家人的促成，步上父親的事業於德勒斯登之政府機關任職。

### 摩爾維亞
1722年以來由於三十年戰爭有許多摩爾維亞人逃亡，新生鐸夫准許這些難民到自己位於伯帖勒多弗莊上避難，直至1727年人數漸漸增多，而他開始以施本爾敬虔派的標的為其生活方式教育他們，剛開始意見紛歧，整合是不容易的，直至1727年的一次全莊舉行聖餐之日，全莊人靈性感受團結合一。自此以後竭力以宣傳主的工作為使命，願意以熱忱的心去到任何地方宣道，這樣強而有力的宣道行動不斷的興起，並且摩爾維亞期望獨立自主為一新教會，這便是摩爾維亞運動的開始。
1732年由多白爾及尼赤曼開始了國外的宣道工作，開始往亞洲、格陵蘭、及美洲等地宣教，許多宣教士願意去到偏遠地方宣揚主道。宣教工作不斷的進行，新生鐸夫也去到美洲向印地安人傳福音，他建立了摩爾維亞地方教會及學校，並按立主教來維持宣教工作，漸漸摩爾維亞宣教工作前往非洲的埃及並延伸到南非等地。